# 地利亞修女紀念學校（協和二中）
地利亞修女紀念學校（協和二中）（英語：Delia Memorial School (Hip Wo No.2 College)）附屬於地利亞教育機構，前身為九龍利瑪竇書院，位於九龍觀塘協和街223號，是香港觀塘區一所全日制男女中學，以英文及中文授課。地利亞教育機構在1980年代該校收購了九龍利瑪竇書院，於1984年成立舊時的地利亞修女紀念學校（利瑪竇），於2018年9月1日正式改為地利亞修女紀念學校（協和二中）。學校2000年9月正式加入政府直接資助計劃，並同時轉為非牟利辦學機構。中文校訓為「關懷、奮進」。該校的辦學團體地利亞教育機構實為新世界發展旗下公司。

## 校政管理
歷任校監
- 1984年至2021年：鄭家純 先生[3]
- 2021年至今：左筱霞 女士

歷任校長
- 林烱然 先生[4]
- 梁秀娟 女士
- 謝俊賢 女士
- 梁愛珍 女士

歷任副校長
- 王燕玲 女士[4]

## 歷史發展
1965年，美籍艾文士伉儷（Mr./Mrs. Edmonds）於尖沙咀亞士厘道創辦地利亞修女紀念學校，以紀念加拿大聖母無玷教會地利亞修女在中國傳教的奉獻。1977年艾文士伉儷返回美國，商人鄭家純接任校監。繼於尖沙咀創校之後，校方擴大校務，1970年於山林道設分校，1971年至1972年於美孚新邨設女校及男校，1975年秋季決定自行設計和興建月華街校，至1980年於觀塘協和街建新校，因位於協和街而得名「地利亞修女紀念學校（協和）」，成為地利亞教育機構的分校之一。後來地利亞教育機構在1980年代收購了九龍利瑪竇書院，即地利亞修女紀念學校（協和二中）現址，1984年創校之初取校名為「地利亞修女紀念學校（利瑪竇）」，直至2018年9月1日正式改為地利亞修女紀念學校（協和二中）。
而早於1990年，地利亞修女紀念學校參加教育統籌委員會發表的第三號報告書中提及的買位制度，由私立中學成為「政府買位」學校，並與政府簽訂5年合約，同時開始接受教育署監管，最終地利亞修女紀念學校（協和）率先於1999年獲得政府正式批准為直接資助學校。地利亞修女紀念學校（利瑪竇）跟隨步伐，於2000年9月加入直接資助計劃至今。

## 學校設施
該校課室及特別室均裝設有多媒體投影機、電腦及熒幕，亦提供大量電腦供學生借用。此外，該校亦設有多媒體學習中心、電腦輔助學習室及資訊科技教學室等，支援教師應用資訊科技教學。該校亦裝設內聯網系統、無線網絡系統，此舉令學生家中和學校都可通過互聯網進行學習和與教師及同學作出交流並加強同學及師生間之溝通。

## 課外活動／聯課活動
學校不設任何學術學會，只設有三十多項不同類型的學會和興趣班活動，學生必須參加。此外，每年也舉辦大型活動如：「全方位學習匯展」、學生「演藝比賽」、陸運會及水運會等等。另外，協和二中設有男子足球隊、男子籃球隊以及乒乓球隊。

## 中一入學
該校參加中學學位分配。以學生的學業成績、操行、課外活動、學校評語及面試表現為收生準則，各項目佔相同比重。

## 學生墮樓
2014年4月3日下午1時許，就讀地利亞修女紀念學校（利瑪竇）的18歲巴基斯坦裔中五B班女生Arisha Begum登上觀塘協和街93-115號建德大樓10樓天台危坐欄河，其間她欲返回安全位置時失足，一度雙手緊握欄河，惟身體懸空六秒後氣力不繼，失手直墮，其間撞毀9樓的冷氣機及中層單位的晾衣架，跌落一樓簷篷慘死。
家人報稱死者Arisha早前曾學校遭同學欺凌，亦向學校反映，但地利亞修女紀念學校（利瑪竇）助理校長陳德斌回應稱未有聽聞死者Arisha遭同學欺凌，亦未聽聞死者曾向社工求助，未能確定死者生前是否曾被欺負。家人亦報稱死者曾自稱被同學群毆，而她在天台危坐期間，亦致電母親稱被人打及「死梗」。唯家人未有報警及跟進。
及後，死者Arisha家屬怒轟校方姑息養奸，批評校方隱暪校園欺凌，指摘校方早已知悉死者被同學欺凌及告誡死者不要向家人說，不要「小事化大」，家屬矢言要追究到底。至少有3名人士目擊死者Arisha生前曾被毆打欺凌，其中2名同校女生於4月9日己挺身向警方舉報，指事發當天看見4名印度裔女生打Arisha，至少一人是同校同學。死者Arisha舅父為向校方索取賠償，竟報稱地利亞修女紀念學校（利瑪竇）老師看見舉報的女生竟立即致電其家人，叫家人告訴她們，不要到警署舉報。

## 著名/傑出校友
九龍利瑪竇書院校友
- 吳宇森，SBS[14]：香港國際著名導演，編劇。
- 蒙為亮：前商業電台節目主持、前蘋果日報文化版記者、現任港台第二台節目主持、文字工作者
- 湯寶如：香港女歌手
- 蔡一智：香港男歌手[註 1]
- ：香港旅遊專欄作家、旅遊節目主持、填詞人

## 外部連結
- 香港教育

22°19′5.97″N 114°13′37.25″E / 22.3183250°N 114.2270139°E